# Ліньова Євгенія Едуардівна
Євге́нія Едуа́рдівна Ліньо́ва, до шлюбу Папріц (нар. 9 січня 1854, Брест-Литовський — пом. 24 січня 1919, Москва) — російська співачка (контральто), хормейстерка, фольклористка і педагог. Досліджувала українські (зокрема, кобзарські) та російські народні пісні. Здійснила перший відомий в історії запис на фізичний носій народних дум

## Біографія
Народилася 28 грудня 1853 [9 січня 1854] року у місті Бресті-Литовському (нині Берестя, Білорусь). Брат — російський письменник Костянтин Папріц. Початкову музичну освіту здобула у матері, співачки Анни Костянтинівни фон Папріц, яка в свою чергу була учиницею Михайла Глінки. 1874 року закінчила Катерининський інститут у Москві. Співу навчалася в Петербурзькій консерваторії (клас Дж. Россі), а також у Відні у Матільди Маркезі.
Виступала в оперних театрах у Відні, Будапешті, Парижі і Лондоні. У 1882–1883 роках — солістка Большого театру у Москві. Протягом 1882—1884 років брала участь у роботі нелегального московського «Товариства перекладачів і видавців». Перекладала російською мовою твори Карла Маркса і Фрідріха Енгельса (листувалася з ним). Зазнала репресій з боку царського уряду і у 1884 році емігрувала за кордон. 
У 1890—1896 роках перебувала у Великій Британії і США, де організувала хор, пропагувала українські та російські народні пісні. 1896 року повернулася до Росії, збирала народні пісні у Поволжі і районах Центральної Росії (у тому числі у Новгородській губернії), в Україні, на Кавказі та у низці слов'янських країн. У 1901 році брала активну участь у діяльності Музично-етнографічної комісії при Етнографічному відділі Товариства любителів природознавства, антропології та етнографії Московського університету.
З 1906 року викладала у Народній консерваторії в Москві. Померла в Москві 24 січня 1919 року.

## Діяльність
У 1880-х роках почала записувати пісні російських і українських селян, які звучали у виконанні створеного нею хору. 1897 року вперше у російській фольклористиці застосувала фонограф. 1902 року за його допомогою у Санкт-Петербурзі здійснила перший відомий в історії запис на фізичний носій народних дум: «Ой над чорним морем» та «Дума про сестру та брата» у виконанні Михайла Кравченка. За рік здійснила етнографічну експедицію до Полтавщини, під час котрої від кобзаря Михайла Кравченка було записано ще 120 пісень (зокрема, «Невольницький плач», «Брат продає сестру татарину»). У Кременчуцькому повіті від лірника Степана Зюганя записала два псальми («Про Лазаря», «Про правду») і духовний вірш «Страсті». Пісні у її записах надруковано окремим виданням «Великорусские песни в народной гармонизации» (Санкт-Петербург, 1904—1909, випуски 1–2).
1905 року у Москві видала працю «Опыт записи фонографом украинских народных песен. Из музыкально-этнографической поездки в Полтавскую губернию в 1903». Включила до неї 18 багатоголосих пісень, а також вірш «Страсті», вперше поданий із супроводом ліри. У вступній статті описала особливості народних обрядів і громадського побуту досліджуваного району, висловила цікаві думки про кобзарів і лірників, охарактеризувала ритміку записаних пісень, притаманні їм «складні ритми» (змінні метри) й «прості ритми» (однорідні), подала звукоряди пісень, класифіковані за тетрахордовими побудовами (згідно з грецькою номенклатурою).

## Зноски
1. ↑   Про виступи її хору писав Михайло Коцюбинський у нарисі «Вироби селянок з Поділля на виставі в Чикаго» (1892).